# Paflagonië

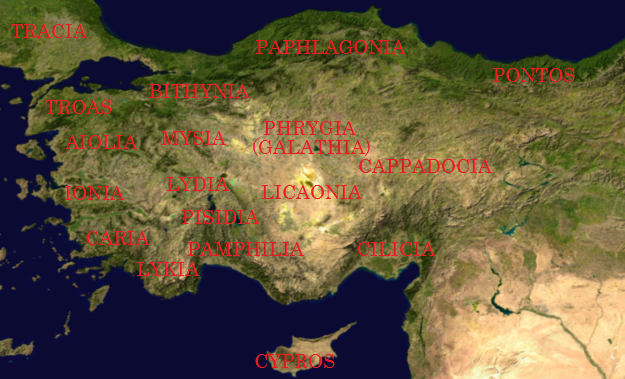

Paflagonië (Oudgrieks: Παφλαγονία) is een historisch gebied aan de kust van de Zwarte Zee in Anatolië, gelegen tussen Bithynië en Pontus, dat een rol speelde in de Griekse geschiedenis, tot het in de 11e-13e eeuw door de Turken aan het Byzantijnse Rijk werd ontworsteld. Volgens de geograaf Strabo was de westgrens de rivier Parthenius, die bij het huidige Bartın in de Zwarte Zee uitmondt, en vormde de Halys de oostgrens van Paflagonië. De naam zou afkomstig zijn van de Griek Paflagon, een zoon van de mythische koning Fineus van Thracië.
De landstreek is bergachtig, maar vruchtbaar: er groeien hazelnoten, pruimen, kersen en peren. Ook werden er in de oudheid delfstoffen gewonnen, zoals het mineraal realgaar. Vandaar dat de Grieken al vroeg belangstelling voor het gebied kregen. Rond 630 v.Chr. werd de stad Sinope er gesticht als kolonie van Milete. In het binnenland was Gangra een belangrijke stad, tegenwoordig Çankırı.
Bithynië · Cappadocië · Carië · Cilicië · Dorische hexapolis · Eolië · Frygië · Galatië · Ionië · Lycaonië · Lycië · Lydië · Mysië · Pamfylië · Paflagonië · Pisidië · Pontus · Troas